# هوتن شکیبا
هوتن شکیبا (زادهٔ ۲۴ خرداد ۱۳۶۳) بازیگر و صداپیشهٔ ایرانی است. او با بازی در مجموعه تلویزیونی لیسانسه‌ها (۱۳۹۵–۱۳۹۸) به شهرت رسید و مدتی بعد، برای به تصویر کشیدن نقش عبدالحمید ریگی در شبی که ماه کامل شد (۱۳۹۷)، جایزهٔ سیمرغ بلورین بهترین بازیگر نقش اول مرد را دریافت کرد.

## اوایل زندگی
هوتن شکیبا، ۲۴ خرداد ۱۳۶۳ در تهران متولد شد و در سنندج بزرگ شد. او کارشناس کارگردانی تئاتر از دانشگاه سوره و کارشناس ارشد بازیگری از دانشگاه هنر است. از کارهای او می‌توان به بازی در فیلم‌های سینمایی طبقه حساس، هلن، شبی که ماه کامل شد، ابلق و مجموعهٔ تلویزیونی لیسانسه‌ها اشاره کرد. وی همچنین صداپیشگی دو عروسک دیبی و خونه بغلی را برای مجموعه‌های کلاه قرمزی و عروسک «بچه» و «شاباش» را برای مجموعه مهمونی در کارنامه دارد.
هوتن شکیبا در دوران دانشگاه خود در نمایش و فیلم‌های کوتاه زیادی بازی کرده است و همیشه خواسته با ایفای نقش‌های مختلف تجربه کسب کند. او در جشنوارهٔ یازدهم تئاتر دانشگاهی در سال ۱۳۸۷ با ایفای نقش در تئاتری به نام «ویلون‌هایتان را کوک کنید» نخستین کار جدی و حرفه‌ای خود در تئاتر را بازی کرد و توانست جایزهٔ بازیگر اول را کسب کند به گفتهٔ خودش پس از آن امیدوارتر از قبل شروع به تمرین کرده و در نمایش‌های مختلف دانشگاهی شرکت کرده است.
او گفته است: «من حتی دورهٔ دانشگاهم را طولانی کردم تا از حرفه‌ام دور نشوم تا حدی که پدرم از من خواست اگر کاری در تئاتر نیست، کار دیگری انجام دهم، اما من نااُمید نشدم و در نهایت با ایفای نقشی کوتاه در تئاتر ماراساد، تقدیر شدم». وی ابتدا در تله‌فیلمی به کارگردانی بهروز شعیبی، مقابل دوربین قرار گرفت و سپس برای بار نخست، در سال ۱۳۹۲، در یک فیلم بلند به نام «شب بیرون» به کارگردانی کاوه سجاد حسینی نقش‌آفرینی کرد و پس از آن دعوت به بازی در فیلم «طبقه حساس» به کارگردانی کمال تبریزی و «حق سکوت» به کارگردانی هادی نائیجی شد.
از کارهای اخیر او در تئاتر می‌توان مرگ هوتن، الیور توئیست، ۱۰۰٪ و بینوایان را اشاره کرد.
در سال ۱۳۹۷ و در نمایش بینوایان، وی نقش موسیو تناردیه را همراه با سحر دولتشاهی در نقش مادام تناردیه ایفای نقش کردند.
هوتن شکیبا به همراه الناز شاکردوست، در جشنواره فیلم فجر، هر دو با هم برای بازی در فیلم شبی که ماه کامل شد جایزه گرفتند، در حالی که قبل از آن‌ها، محمدرضا فروتن و هدیه تهرانی، هر دو، برای بازی در فیلم قرمز، این جوایز را دریافت کرده بودند.

## فیلم‌شناسی

### سینما
| سال  | عنوان              | نقش            | کارگردان                     | یادداشت    |
| ---- | ------------------ | -------------- | ---------------------------- | ---------- |
| ۱۴۰۲ | هفتاد سی           | پرویز          | بهرام افشاری                 |            |
| ۱۴۰۲ | صبحانه با زرافه‌ها  | پویا           | سروش صحت                     |            |
| ۱۴۰۰ | ملاقات خصوصی       | فرهاد          | امید شمس                     |            |
| ۱۴۰۰ | ارفاق              | علی            | رضا نجاتی                    | فیلم‌ کوتاه |
| ۱۳۹۹ | تی تی              | امیر ساسان     | آیدا پناهنده                 |            |
| ۱۳۹۹ | ابلق               | علی            | نرگس آبیار                   |            |
| ۱۳۹۸ | عامه پسند          | میلاد          | سهیل بیرقی                   |            |
| ۱۳۹۷ | شبی که ماه کامل شد | عبدالحمید ریگی | نرگس آبیار                   |            |
| ۱۳۹۷ | شنگول منگول        | صداپیشه        | کیانوش دالوند و فرزاد دالوند |            |
| ۱۳۹۴ | هلن                | اشکان          | علی اکبر ثقفی                |            |
| ۱۳۹۲ | طبقه هساث          | حسن            | کمال تبریزی                  |            |
| ۱۳۹۲ | حق سکوت            | سیدحسن         | محمدهادی نائیجی              |            |
| ۱۳۹۲ | شب بیرون           | توماج          | کاوه سجادی حسینی             |            |

### تلویزیون
| سال  | عنوان         | نقش                                  | کارگردان    | یادداشت          |
| ---- | ------------- | ------------------------------------ | ----------- | ---------------- |
| ۱۴۰۳ | مهمانی ۳      | صداپیشه بچه، شاباش، دیبی و خونه بغلی | ایرج طهماسب | پخش از شبکه نسیم |
| ۱۳۹۸ | فوق لیسانسه‌ها | حبیب نقوی                            | سروش صحت    | پخش از شبکه ۳    |
| ۱۳۹۷ | کلاه قرمزی ۹۷ | صداپیشه دیبی و خونه بغلی             | ایرج طهماسب | پخش از شبکه ۲    |
| ۱۳۹۶ | لیسانسه‌ها ۲   | حبیب نقوی                            | سروش صحت    | پخش از شبکه ۳    |
| ۱۳۹۵ | لیسانسه‌ها     | حبیب نقوی                            | سروش صحت    | پخش از شبکه ۳    |
| ۱۳۹۴ | کلاه قرمزی ۹۴ | صداپیشه دیبی و خونه بغلی             | ایرج طهماسب | پخش از شبکه ۲    |
| ۱۳۹۳ | کلاه قرمزی ۹۳ | صداپیشه دیبی                         | ایرج طهماسب | پخش از شبکه ۲    |

### نمایش خانگی
| سال  | عنوان                    | نقش                   | کارگردان       | یادداشت                                                  |
| ---- | ------------------------ | --------------------- | -------------- | -------------------------------------------------------- |
| ۱۴۰۴ | سووشون                   | ملک سهراب ‌، برادر زری | نرگس آبیار     | پخش در پلتفرم نماوا                                      |
| ۱۴۰۳ | تاسیان                   | امیر (خسرو) یوسفی‌نیا  | تینا پاکروان   | پخش در پلتفرم فیلیمو                                     |
| ۱۴۰۲ | مهمونی ۲                 | صداپیشه بچه و شاباش   | ایرج طهماسب    | پخش در پلتفرم فیلیمو و نماوا                             |
| ۱۴۰۲ | مگه تموم عمر چندتا بهاره | حبیب نقوی             | سروش صحت       | حضور افتخاری در یک قسمت، پخش در پلتفرم‌های فیلیمو و نماوا |
| ۱۴۰۱ | رهایم کن                 | هاتف                  | شهرام شاه‌حسینی | پخش در پلتفرم فیلیمو                                     |
| ۱۴۰۱ | مهمونی                   | صداپیشه بچه و شاباش   | ایرج طهماسب    | پخش در پلتفرم نماوا                                      |
| ۱۳۹۳ | ابله                     | مهرداد                | کمال تبریزی    | پخش در نمایش خانگی                                       |

### تئاتر
- ویولن‌هایتان را کوک کنید (۱۳۸۷)
- رمولوس کبیر (۱۳۸۸)
- ماراساد (۱۳۸۸)
- در این شهر فرشته‌ای وجود ندارد (۱۳۸۸)
- دختر نارنج و ترنج (۱۳۸۸)
- جن‌گیر (۱۳۸۸)
- قصه سیبی که پرواز کرد (۱۳۸۹)
- به خاطر یک مشت روبل (۱۳۸۹)
- دایی وانیا (۱۳۹۰)
- زوج ناجور (۱۳۹۰)
- اسکلیگ و بچه‌های پرواز (۱۳۹۱)
- تبارشناسی دروغ و تنهایی (۱۳۹۱)
- روایت ناتمام یک فصل معلق(۱۳۹۱)
- آوازه خوان طاس (۱۳۹۱)
- درخت بلوط (۱۳۹۱)
- ویران (۱۳۹۱)
- باغ آلبالو (۱۳۹۲)
- مترسگ (۱۳۹۲)
- زمان لرزه (۱۳۹۲)
- هیپوفیز (۱۳۹۲)
- ننه دلاور بیرون پشت در (۱۳۹۲)
- بر پهنه دریا (۱۳۹۳)
- دن کامیلو (۱۳۹۳)
- نمایشنامه‌خوانی هاروی (۱۳۹۳)
- شماره ۱۹۱۹۳ (۱۳۹۳) (صداپیشه)
- کامنت (۱۳۹۳)
- ستوان اینیشمور (۱۳۹۴)
- سوراخ (۱۳۹۵)
- پروژه هملت/شکسپیر(۱۳۹۵)
- پردهٔ سوم صحنهٔ چهارم (۱۳۹۵)
- از زیرزمین تا پشت بام (۱۳۹۵)
- مرگ هوتن (۱۳۹۵)
- الیور توئیست (۱۳۹۶)
- صد در صد (۱۳۹۷)
- بینوایان (۱۳۹۷)
- اسلو (۱۳۹۸)
- قهوه قجری(۱۳۹۸)
- چه کسی جوجه تیغی را کشت / آلمان (۱۴۰۱)

## صداپیشگی
وی در گروه دوبلاژ نماهنگ، به مدیریت احسان مهدی، صداپیشگی می‌کند.
نقش‌ها و کاراکترهای شاخص:
- ویلگکس در انیمیشن سریالی بن ۱۰ فصل اول، دوم و چهارم
- برادران وریدل در انیمیشن سریالی بن ۱۰ فصل دوم و چهارم
- مانی در انیمیشن سریالی بن ۱۰ فصل دوم و چهارم
- اسکار در فیلم شیرشاه
- شخصیت دیبی در مجموعه کلاه قرمزی
- مایکل مورنینگ استار (ستاره تاریکی) در انیمیشن سریالی بن ۱۰ فصل دوم و چهارم
- کارول جنگجو در داستان اسباب بازی‌های ترسناک
- شخصیت بچه گل‌فروش در مجموعه مهمونی
- شخصیت شاباش در مجموعه مهمونی

## جوایز و نامزدی‌ها
- نامزد دریافت جایزه بهترین بازیگر مرد برای بازی در نمایش «بینوایان» در بخش تئاتر نخستین جشن حافظ[۵]
- نامزد دریافت جایزه بهترین بازیگر مرد برای بازی در فیلم ملاقات خصوصی به کارگردانی امید شمس در هشتمین جشنواره بین‌المللی فیلم شهر
- نامزد دریافت جایزه بهترین بازیگر برای بازی در فیلم کوتاه ارفاق در دوازدهمین دوره جوایز آکادمی فیلم کوتاه ایران (ایسفا)
- برنده جایزه بهترین بازیگر مرد درام از بیستمین جشن حافظ در بخش سینمایی برای فیلم «شبی که ماه کامل شد»
- برنده سیمرغ بلورین بهترین بازیگر نقش اول مرد برای بازی در فیلم «شبی که ماه کامل شد» در سی و هفتمین جشنواره فیلم فجر
- دریافت جایزه ویژه بازیگری برای بازی در نمایش «الیور توییست» در پانزدهمین دوره جشن بازیگر خانه تئاتر
- نامزد دریافت جایزه بهترین بازیگر مرد برای سریال لیسانسه‌ها در چهارمین جشنواره تلویزیونی جام جم
- نامزد دریافت جایزه بهترین بازیگر مرد در بخش بین‌الملل سی و ششمین جشنواره تئاتر فجر برای بازی در نمایش «الیور توییست»
- دریافت لوح تقدیر بهترین بازیگر مرد در بخش مسابقه تئاتر ایران سی و ششمین جشنواره تئاتر فجر برای بازی در نمایش «صد در صد»
- دریافت جایزه بهترین بازیگر مرد کمدی برای سریال لیسانسه‌ها در هفدهمین جشن حافظ
- دریافت جایزه اول بازیگری برای نمایش «ویلون‌هایتان را کوک کنید» در یازدهمین دوره جشنواره تئاتر دانشگاهی
- دریافت لوح تقدیر بازیگری برای نمایش «ماراساد» در دوازدهمین دوره جشنواره تئاتر دانشگاهی
- دریافت جایزه برترین بازیگر تئاتر سال برای نمایش «زمان لرزه» در یازدهمین دوره جشن بازیگر خانه تئاتر
- نامزد دریافت جایزه برترین بازیگر تئاتر سال برای نمایش «سوراخ» در سیزدهمین دوره جشن بازیگر خانه تئاتر
- دریافت جایزه اول بازیگری برای نمایش «مترسگ» در نوزدهمین دوره جشنواره تئاتر کودک و نوجوان
- نامزد جایزه بهترین بازیگر نقش مکمل مرد برای فیلم ابلق در چهاردهمین جشن بزرگ منتقدان و نویسندگان سینمایی ایران[۶]
- نامزد دریافت جایزه بهترین بازیگر مرد از بیست و دومین جشن حافظ در بخش سینمایی برای فیلم ملاقات خصوصی
- برنده جایزه چهره مؤثر در جذب مخاطب برای فیلم ملاقات خصوصی از سومین آیین سپاس تهیه‌کنندگان سینمای ایران